# Purkart z Janovic
Purkart z Janovic († 1292-95) byl přední český šlechtic z rodu Janoviců.
Patřil mezi nejbližší spolupracovníky a důvěrníky krále Přemysla Otakara II., jehož doprovázel na mnoha jeho vojenských tažení. Zúčastnil se například bitvy u Kresenbrunnu. Patrně na příkaz krále nechal vystavět hrad Vimperk, po němž se také psal. Od roku 1260 do roku 1277 působil jako zvíkovský purkrabí, později jako prácheňský kastelán, kterým se připomíná pouze v roce 1264. Mezi lety 1268 a 1275 zastával velmi významný úřad nejvyššího maršálka, mezi lety 1270 a 1275 současně působil jako štýrský zemský hejtman a od roku 1275 do roku 1276 zastupoval českého krále v Horních Rakousích. Poté, co Přemysl Otakar II. padl roce 1278 v bitvě na Moravském poli, v zemi vypukla anarchie, v níž se Purkart spolu se svým spojencem, pražským biskupem Tobiášem z Bechyně, přidržoval Oty Braniborského a usiloval o stabilizaci poměrů v zemi. V roce 1283 se zasadil o návrat dědice trůnu Václava II. do Čech. Následně se spolu s Tobiášem z Bechyně a jinými chopil faktické moci v zemi, kterou ale ztratil o rok později, když ho porazila klika Vítkovců v čele se Závišem z Falkenštejna. Roku 1283 zároveň krátce vykonával úřad nejvyššího hofmistra. V roce 1289 se podílel na Závišově svržení. 

## Život

### Ve službách Přemysla Otakara II.

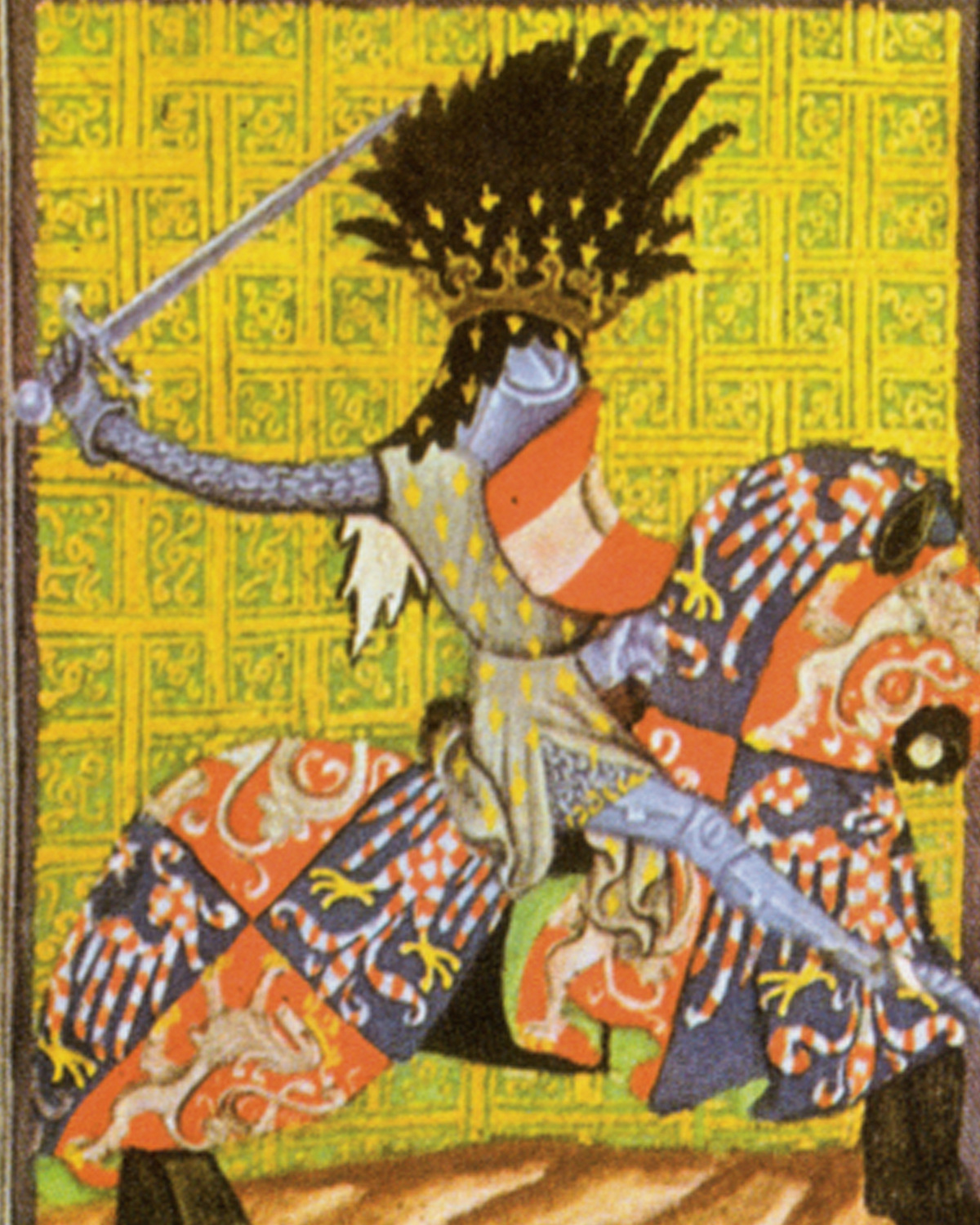
Přemysl Otakar II. (Gelnhausenův kodex)

Narodil se jako syn zvíkovského purkrabího Konráda z Janovic, který se zasloužil o vzestup rodu Janoviců. V roce 1251 Purkart se svým otcem doprovázel Přemysla Otakara II. při obsazování Rakouského vévodství. O šest let později se zúčastnil Přemyslova tažení do Bavorska, jež však nakonec dopadlo totálním vojenským fiaskem. Vojska českého krále totiž porazil dolnobavorský vévoda Jindřich XIII. Ustupující vojsko se následně uchýlilo do Mühldorfu, kde bylo několik dní obléháno. Město Přemyslova armáda ubránila a posléze se s potupou vrátila do Čech. V roce 1260 Purkart po boku krále železného a zlatého patrně válčil v bitvě u Kresenbrunnu, v níž Přemysl Otakar rozdrtil vojska svého soupeře, uherského krále Bély IV. Roku 1262 byl Purkart poprvé uveden s predikátem „ze Zvíkova“, což dokazuje, že podobně jako jeho otec působil ve funkci zvíkovského purkrabího. Tento post zastával asi mezi lety 1260 a 1277. Zvíkovským purkrabím byl mezi lety 1260 a 1268 ale zároveň Hirzo z Klingenbergu. V roce 1264 se Purkart připomíná také jako prácheňský kastelán. O pět let později Purkart vystřídal Jindřicha z Lichtenburka ve velmi významné funkci nejvyššího maršálka, kterou si udržel i za svého pozdějšího působení v rakouských zemích až do roku 1275. V první polovině 60. let Purkart zřejmě nechal na příkaz krále vybudovat hrad Vimperk, což se předpokládá kvůli tomu, že nejpozději v roce 1264 začal využívat přídomku „z Vinterberka“.

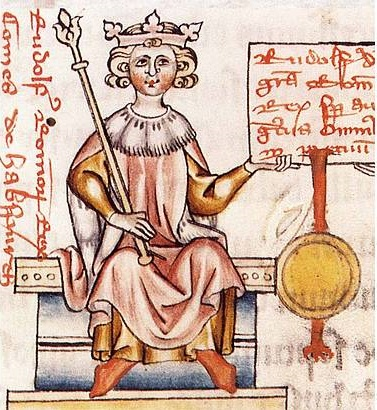
Rudolf Habsburský

V roce 1270 Přemysl Purkarta vyslal do Štýrska, kde se vimperský pán stal zemským hejtmanem. I v následujících pohnutých událostech 70. let Purkart věrně zůstával po Přemyslově boku. Roku 1273 se Purkart měl stát jedním z členů osmičlenné komise, jež měla vypracovat mírovou dohodu mezi římskoněmeckým králem Rudolfem Habsburským a Přemyslem Otakarem, s níž nakonec však sešlo. V roce 1275, kdy se český král připravoval na obranu proti útoku římskoněmeckého krále Rudolfa Habsburského, Purkarta pro změnu povolal do Horních Rakous. Purkart Rakousy však o rok později nedokázal ubránit před Rudolfovým útokem, především kvůli tomu, že Přemysla zde zradila místní šlechta. Český král byl proto poražen a byl donucen se svých rakouských zemí vzdát. V roce 1278 vypukla další válka mezi Rudolfem Habsburským a Přemyslem Otakarem II., která vyvrcholila slavnou bitvou na Moravském poli, ve které byl Přemysl poražen a sám v ní padl.

### V boji o moc

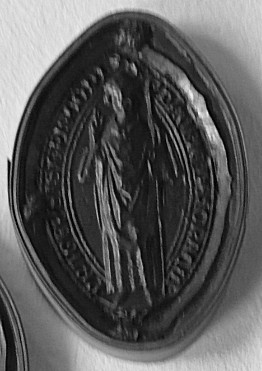
Pečeť biskupa Tobiáše z Bechyně

Po smrti Přemysla Otakara II. královna-vdova Kunhuta Uherská do Čech povolala Otu V. Braniborského, který měl působit jako poručník nezletilého syna zesnulého krále Václava II. Poté, co Ota uhájil své postavení před římskoněmeckým králem Rudolfem Habsburským, internoval mladého Václava II. na Bezdězu, poté ho převezl do Žitavy a později do Berlína a Špandavy. Období Otovy poručnické vlády v Čechách bývá označováno jako zlá léta. Po celé zemi se totiž šířila anarchie provázená loupením, všemožným válčením, hladomory a epidemiemi. Purkart se v této situaci spolu se svým spojencem pražským biskupem Tobiášem z Bechyně přidržoval Oty Braniborského a usiloval o stabilizaci poměrů v zemi, což dokazuje i skutečnost, že když v roce 1281 králův poručník odcizil majetky zlatokorunského kláštera, Purkart ho údajně přiměl, aby je vrátil zpět. V listopadu 1281 však Jindřich spolu s Hynkem z Dubé, Jaroslavem z Lemberka, Ješkem z Michalovic, Jindřichem z Lichtenburka, Benešem z Vartenberka a dalšími navštívil Otu ve Frankfurtu nad Odrou. Tito šlechtici zde po Otovi požadovali návrat Václava II. do Čech a změnu jeho vládního stylu. Uzavřít dohodu mezi částí českého panstva a Otou se povedlo na přelomu let 1281 a 1282, podle které se měl moci v zemi měl chopit biskup Tobiáš a Ota měl za 15 tisíc hřiven stříbra přivést Václava II. zpět do Čech. Svým závazkům se však Otovi nechtělo dostát a trvalo ještě nějakou dobu, než Václava skutečně přivedl do Čech. Nakonec tak učinil 23. května 1283.

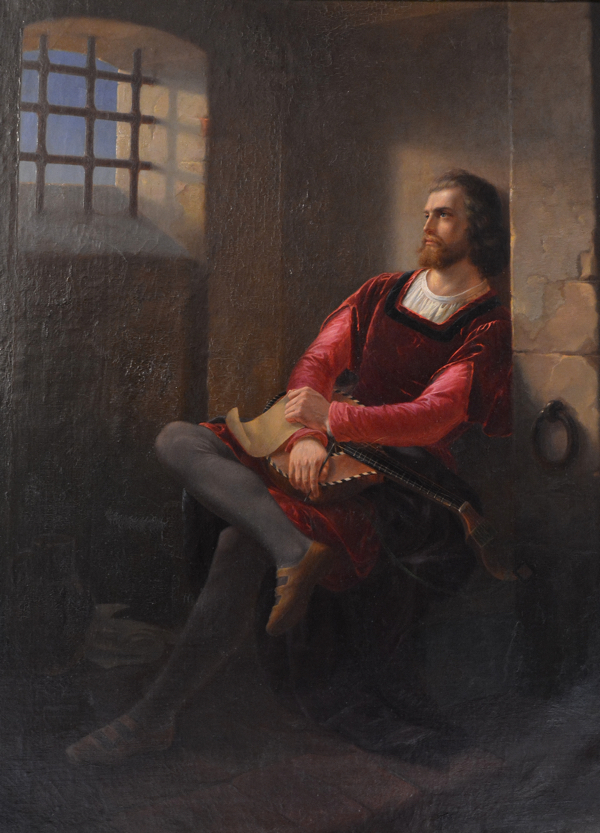
Záviš z Falkenštejna (fiktivní portrét z 19. století)

Po Václavově návratu do Čech se faktické moci v zemi zmocnila panská skupina tvořená Tobiášem z Bechyně a jeho bratranci Čeňkem a Dobešem z Bechyně, Purkartem z Janovic, Benešem z Vartenberka, Jaroslavem z Lemberka, Zbyslavem z Třebouně, Sezemou z Krašova, Heřmanem z Homberka, Zdislavem z Lemberka a dalšími. Purkart jako jeden z vůdců této kliky získal neobvyklou hodnost nejvyššího hofmistra. V této funkci možná měl za úkol vychovávat a zastupovat mladičkého krále. Na počátku roku 1284 se na pražském dvoře odehrál poklidný převrat, v jehož důsledku v nejvyšších úřadech panskou kotérii okolo Tobiáše z Bechyně a Purkarta z Janovic nahradila šlechtická frakce Ronovců a Vítkovců v čele se Závišem z Falkenštejna, Hynkem z Dubé, Hroznatou z Úžic a Ojířem z Lomnice podporovaná královnou-vdovou Kunhutou. Purkart a jeho spojenci, kteří se nyní ocitli v opozici, se sice pokusil ztracené pozice vydobýt zpět, ale bez úspěchu. Ve válce mezi oběma šlechtickými tábory byl možná obléhán i Zvíkov, který Purkart spravoval. Dne 24. května 1284 obě strany zpečetily úmluvu zprostředkovanou římským králem Rudolfem. Podle ní si vládu ve státě na čtyři roky měl podržet Záviš z Falkenštejna se svými spojenci, pod podmínkou, že Purkarta a jeho přívržence nebude nijak stíhat. Protože Purkart svědčil v roce 1285 na Závišově listině, zřejmě se v tu dobu neodvažoval znovu zmocnit se moci v zemi. Purkartova kotérie začala zvedat hlavy až roku 1288, kdy vypršela platnost smlouvy z roku 1284. Tehdy po boku Dobeše z Bechyně a Jindřicha z Lichtenburka Purkart podpořil rakouského vévodu Albrechta I. Habsburského, syna římskoněmeckého krále Rudolfa Habsburského, v jeho pohraniční válce s Vítkovci, která byla ukončena smírem uzavřeným 20. května 1288. Postupný rozpad Závišovy vlády byl završen tím, že Václav II. nechal Záviše v lednu 1289 zatknout a konečně se ujal samostatné vlády v zemi. V tu dobu se podle Vratislava Vaníčka a Augusta Sedláčka Purkart stal nakrátko nejvyšším purkrabím, což však jiní autoři neuvádí. Po roce 1289 se Purkart téměř zcela vytratil z pramenů, naposledy je zmíněn v roce 1292, v roce 1295 se o něm píše již jako o zemřelém. Zanechal po sobě syna Zdíka.